# Burtonwood and Westbrook
Burtonwood and Westbrook is een civil parish in het bestuurlijke gebied Warrington, in het Engelse graafschap Cheshire met 11.070 inwoners.